# Manuel Gato Thomason
Manuel Gato Thomason (Alacant, 28 de gener de 1984) és un futbolista valencià que ocupa la posició de davanter al CF Benidorm.

## Trajectòria
Després de passar per les categories inferiors del Benidorm CD, l'any 2000 s'incorpora al juvenil del València CF. La temporada 2003-2004 deixa el conjunt del Túria i marxa a l'Albacete Balompié, per militar al seu filial. Eixe any, a més a més, debuta amb el primer equip manxec a la màxima categoria.
Després de tres partits a Primera Divisió, el davanter es consolida a l'Albacete a partir del 2005, amb l'equip de nou a la categoria d'argent. Durant dues temporades hi jugarà 45 partits, la majoria com a suplent, marcant 5 gols.
Sense continuïtat a l'Albacete, el 2007 fitxa pel Pontevedra CF, de la Segona B. Roman dos anys a l'equip gallec abans de retornar al País Valencià, per militar a l'Alacant CF. També ha jugat a l'CE Alcoià. Actualment és davanter del Centre d'Esports Sabadell.